# Igelström (Adelsgeschlecht)

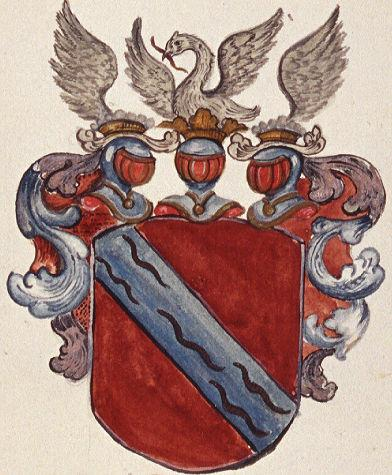
Familienwappen derer von Igelström

Igelström ist der Familienname eines schwedischen Adelsgeschlechts, welches seit Beginn des 17. Jahrhunderts in Livland ansässig war. 1645 wurden sie in den schwedischen Adelsstand aufgenommen und 1647 in das Riddarhuset eingetragen. 1739 erhielten fünf Familienmitglieder den polnischen Freiherrenstand und 1792 wurden sie in den römischen Reichsgrafenstand erhoben. Im Baltikum erhielten sie 1747 das livländische und 1806 das estländische Indigenat.

## Geschichte
Die Vorfahren der Igelströms stammten aus dem alten skandinavischen Hause Wanga. Hierzu gehörte der schwedisch-livländischen Gouvernements-Kämmerer Harald Bengtson (1604–1678), er wurde im Jahre 1632 durch König Gustav II. Adolph von Schweden mit dem Gut Ropkoy in der Nähe von Dorpat belehnt. Harald Bengtson ließ sich dort nieder und wurde somit zum Stammvater des neuen Geschlechts. Dessen Vater der schwedische Oberst Bengt Haraldson wurde 1645 durch Königin Christine geadelt und erhielt für sich und seine Nachkommen den Namen Igelström mit dem schwedischen Adelsprädikat „von“. Ihm folgten sein Sohn Harald († 1678) und sein Enkelsohn Harald († 1710). Dessen fünf Söhne Harald Wilhelm († 1760), Otto Reinhold († 1751), Leonhard Johann, Gustav Heinrich (1695–1771) und Georg (* 1698) wurden 1739 durch den polnischen König August III. in den polnischen Freiherrenstand erhoben, sie wurden nun als Barone anerkannt.

## Reichsgrafen

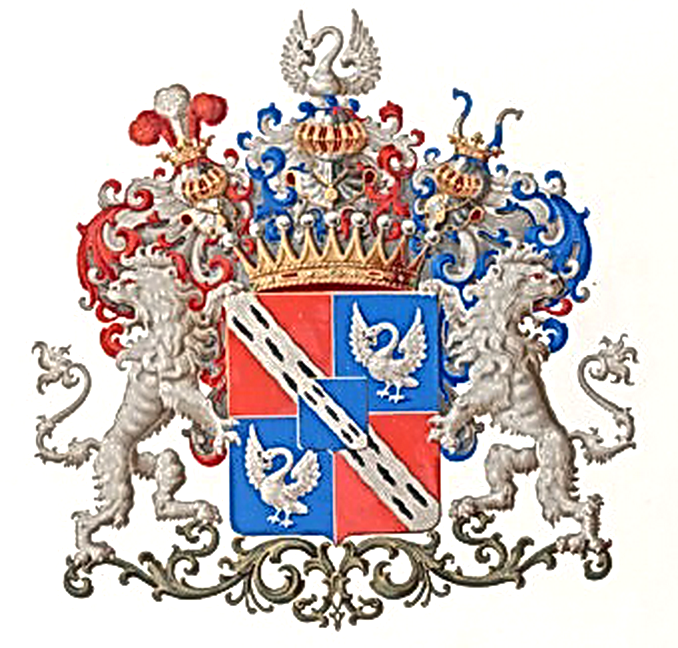
Wappen der Grafen von Igelström

Am 29. Juni 1792 wurden, der in polnischen Diensten stehende, Kammerherr Harald Gustav von Igelström (1733–1804) und dessen Brüder Otto Heinrich von Igelström (1737–1823) und Jakob Johann Freiherr von Igelström (1735–1804) durch den sächsischen Kurfürsten Friedrich August III., der als Reichsvikar eingesetzt war, in den römischen Reichsgrafenstand erhoben. Für Alexander Graf von Igelström (1770–1855) wurde dieses am 30. Oktober 1845 durch Zar Nikolaus I. (russischer Kaiser 1825–1855) bestätigt und das fürstliche Wappen mit Zusatz anerkannt. Hierzu heißt es in der kaiserlichen Verlautbarung:

„Seine Majestät der Herr und Kaiser haben am 30. Oktober v.J. das Gutachten des Reichsraths Allerhöchst zu bestätigen geruht, wonach der Sohn des von dem Vicar des heil römischen Reichs, dem Kurfürsten von Sachsen Friedrich August, im Jahre 1792 zum Reichsgrafen erhobenen Barons Harald Gustav von Igelström, Königlich Polnischen Kammerherrn, der Generalmajor Alexander Igelström, zwar die Erlaubnis haben soll, den Grafentitel fortzuführen, allein, übereinstimmend mit dem Allerhöchst bestätigten Minister-Comitébeschlusse vom 4. Juni 1840, hinsichtlich der analogen Streitfrage wegen des Grafentitels es esthländ. Gutsbesitzers von Rehbinder, nicht den russischen, sondern des römischen Reichs, und daß es dem Dirigirenden Senat anheimgestellt bleibt, das gräfliche Wappen des Vaters mit dem Zusatz in das allgemeine Wappenbuch der Edelleute des Kaiserreichs einzutragen. Diese Familie hat den Titel von Grafen des römischen Reichs.“

 Er und seine Nachkommen führten den Namen Grafen von Igelström.

## Namensgebung
Im 17. Jahrhundert war es in Schweden bei der Nobilitierung üblich, den Geadelten einen völlig neuen Namen zu verleihen, der sich an ihre landschaftliche Umgebung oder an ihre beruflichen Tätigkeiten anlehnte. Im Wappen der Igelströms werden als Grundfiguren Wellenbalken, Schwan und Egel angeführt. Daraus ergibt sich, für das auf dem Wappenschild von rechts unten nach links oben verlaufende Fließgewässer, dem schwedischen Wort „Ström“, in dem fünf Blutegel, in der schwedischen Kurzform „Igel“, schwimmen und dem in der Helmzier hervorkommenden Schwan, der einen „Igel“ im Schnabel hält, die Kombination „Igelström“.

## Stammfolge
Harald Bengtson (1604–1677), Kämmerer in Livland, 1645 schwedischer Adel „Igelström“ ⚭ 1) Christine Leyonspira, 2) Elisabeth Wederhorn
- Harald von Igelström († 1678), Rittmeister ⚭ Anna von Bock
  - Harald von Igelström († 1710 gefallen an der Düna), Herr auf Kerrefer, schwedischer und später polnischer Major ⚭ Maia von Klot
    - Harald Wilhelm von Igelström († 1760), ältere Linie 1814 erloschen
    - Otto Reinhold von Igelström († 1751), Herr auf Selsau (siehe unten), jüngere Linie 1799 erloschen
    - Leonard Johann von Igelström, Gründer der kurländischen,  Linie 1804 erloschen
    - Gustav Heinrich Baron von Igelström (1695–1771), Herr auf Kerrafer und Laiwa, Landmarschall und Landrat in Livland ⚭ Margarethe von Albedyll (1705–1765)
      - Harald Gustav Graf von Igelström (1733–1804), polnischer Kammerherr ⚭ Anna Freiin Münnich (1732–1760)
        - Alexander Graf Igelström (* 1770 in Kerrefer; † 1855 in Reval), kaiserlich-russischer Generalmajor ⚭ Juliane Eleonore Gräfin Douglas (1781–1833)
          - Harald Otto Robert Graf Igelström (1800–1876), russischer Oberstleutnant und Staatsrat ⚭ Sophie Storch (1800–1874)
          - Alexander Archibald Graf Igelström (* 1807 in Kerrafer; † 1875 in Dorpat), Herr auf Rüggen ⚭ Marie Gräfin Bose (* 1817 in Dresden; † 1858 in Baden-Baden)
          - Georg Graf Igelström (1810–1890 in Reval), russischer Generalmajor ⚭ Katharina Gräfin Mussin-Puschkin (1823 1886)
          - Peter Hermann Nikolai Graf Igelström (* 1815 in Kerrafer; † 1895 in Pillupönen),  Kreisdeputierter ⚭ Emilie Bergien
          - Paul Emil Graf Igelström (* 1816 in Kerrafer; † 1840 in Sankt Petersburg)
          - Gustav Burchard Christopher Graf von Igelström  (* 1819 in Jewe; † 1865 in Rotenburg bei Riga) ⚭ Julie von Baumgarten (1827–1904), Äbtissin des adligen Damenstifts zu Fellin
            - August Emil Paul Graf von Igelström (1856–1906), Landrat
              - Friedrich August Bengt Graf von Igelström (* 1889 in Reval; † 1946 in Nauen)

        - Gustav Otto Andreas Graf von Igelström (1775–1845), kaiserlich-russischer Generalmajor
          - Konstantin Graf von Igelström (1799–1851), Dekabrist
          - Arthur Graf von Igelström (1820–1883), kaiserlich-russischer Generalleutnant
          - Victor Graf von Igelström (1823–1880), kaiserlich-russischer Generalmajor
            - Andrej Victor Graf von Igelström (1860–1927), Schriftsteller

          - Heinrich Graf von Igelström (1825–1899), kaiserlich-russischer General der Infanterie

      - Jakob Johann Graf von Igelström (1735–1804 in Sankt Petersburg), Oberstleutnant und Kammerherr
        - Gustav Otto Graf von Igelström (1777–1801), Major

      - Otto Heinrich Graf von Igelström (1737–1823), russischer General der Infanterie, Gesandter und Generalgouverneur von Simbirsk ⚭ Honorata Stempkowska († 1819)

## Besitzungen

### Kerrafer

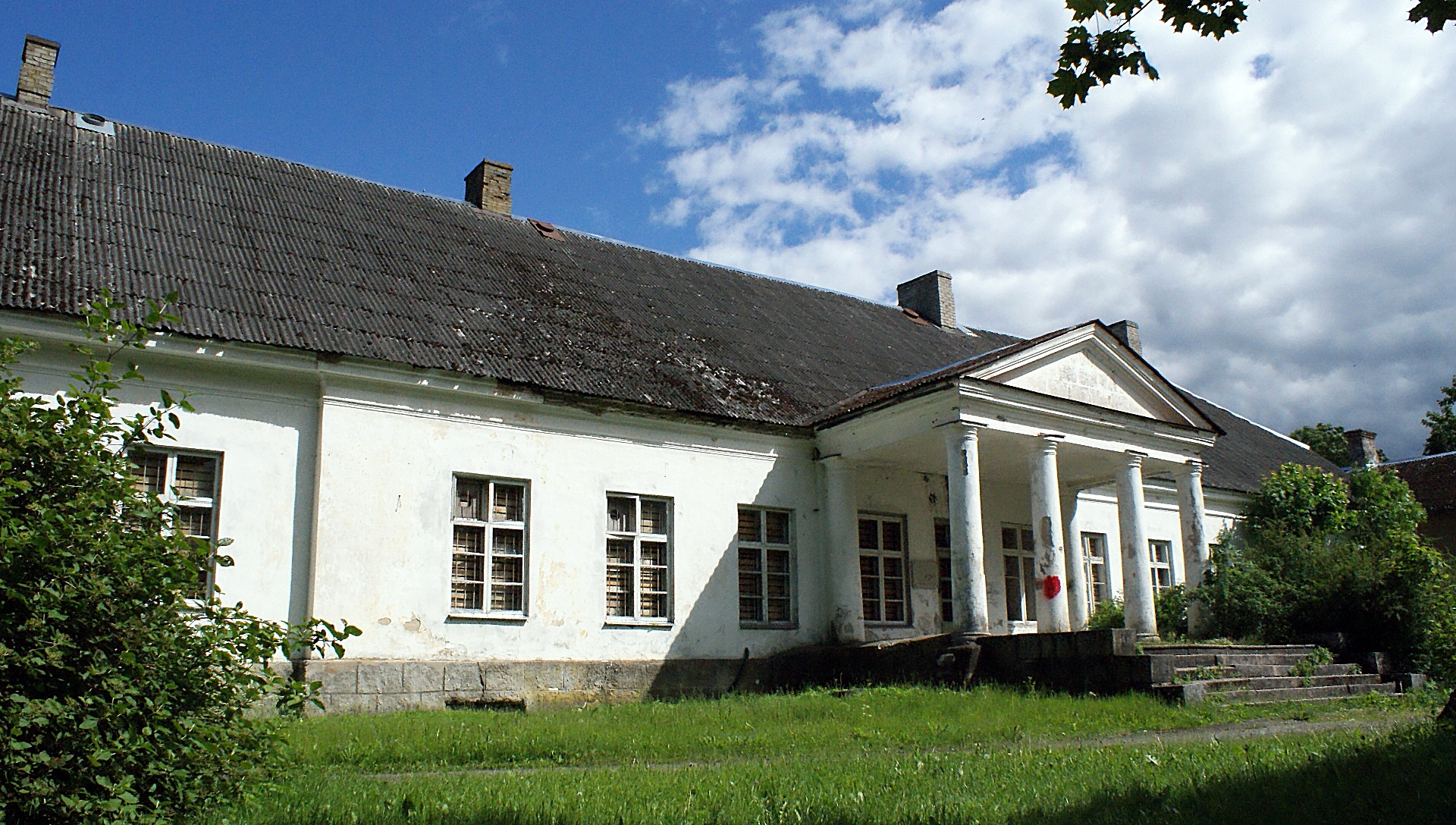
Herrenhaus auf Kerrafer (2009)

Das Gut in Kerrafer wurde 1637 einem Hans Rasp verliehen und ging später zurück an die schwedische Krone. 1671 wurde dem Oberst Harald Igelström dieses Gut samt dem Beigut Laiwa überlassen. Die Erbfolge ging im Jahre 1810 auf den Generalmajor Graf Alexander von Igelström über. Dieser verpfändete die Güter an Alexander von Schwebs, der das Gesamtgut wiederum an Alexander Guillemot de Villebois veräußerte. Letztlich gelangte das Gut in den Besitz des Adolph von Wulff.

### Selsau

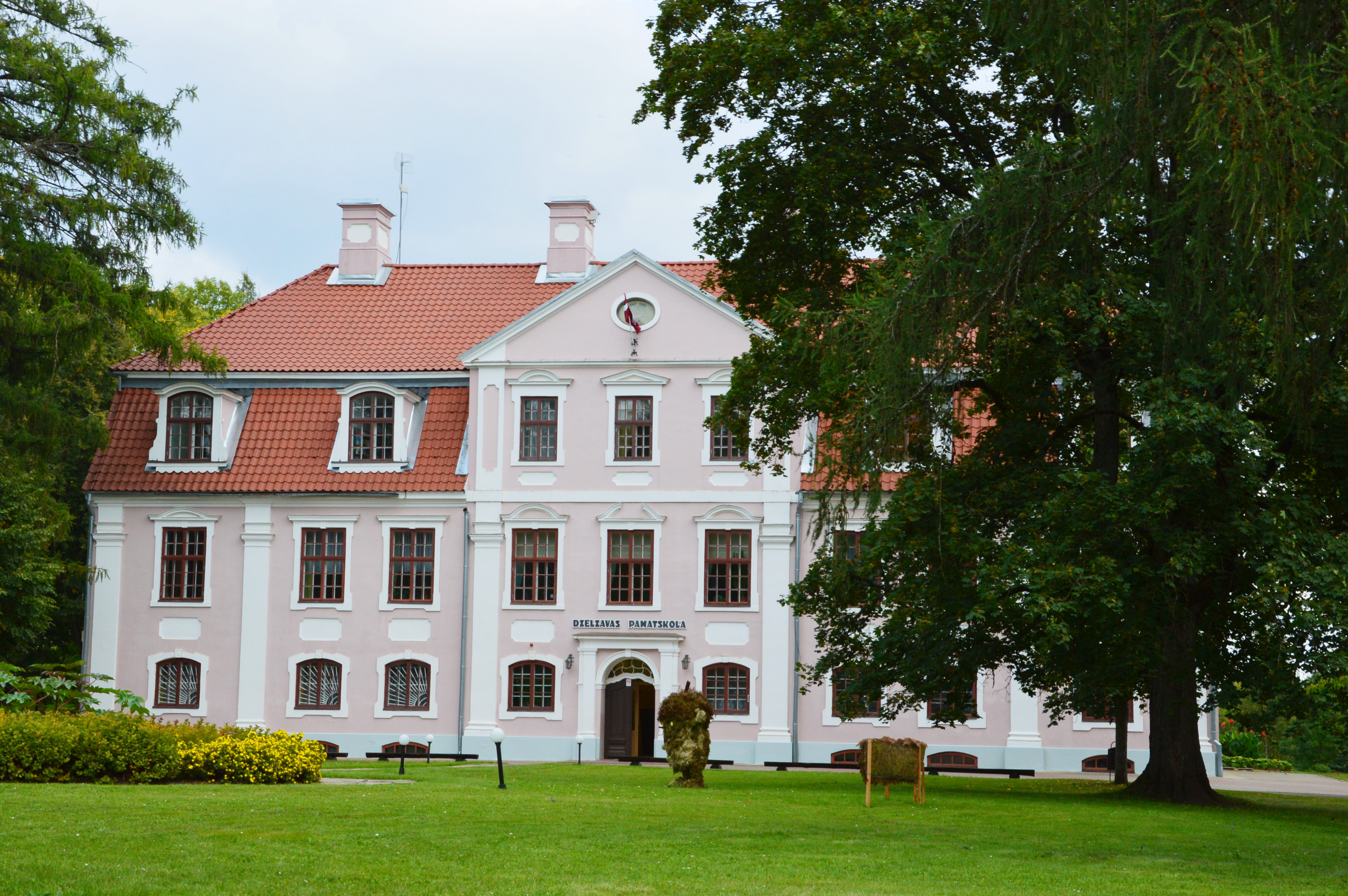
Schloss auf Gut Selsau (2013)

Das ehemalige Gut war 1594 im Besitz von Jacob Weinecken und hieß Weineckenhof. 1600 wurde es an Wilhelm Friedrich Taube verkauft. Nach einigen weiteren Wechsel der Besitzer erwarb 1724 Otto Reinhold von Igelström, dessen Sohn Reinhold Johann verkaufte das Gut 1765 an seinen Schwager Otto Johann von Transehe. Der neue Besitzer begann mit weitgreifenden Umbaumaßnahmen, 1767 wurde ein Schloss im Barockstil erbaut. 1905 zerstörte ein Feuer das Schloss, sein Besitzer A. von Transehe-Roseneck ließ es wieder vollständig restaurieren.
1920 wurde das Gut in mehrere kleine Parzellen aufgeteilt, das Gutshaus wurde durch das Militär und der Gemeindeverwaltung genutzt. 1940 diente es als Grundschule und wurde im Zweiten Weltkrieg von der deutschen Wehrmacht belegt. Nach dem Kriegsende wurde es erneut als Schule genutzt und 2003 wurde das Gebäude saniert.

### Meiershof oder Moiseküll
Die ersten Besitzer des Gutes Moiseküll waren die Domherren in Dorpat und erhielt seinen Namen durch den späteren Besitzer dem Ratsherrn Johann Meyer in Dorpat. Er erhielt das Gut im Jahre 1591 von König Sigismund III., 1629 wurde der Besitz für die Meyers bestätigt. Es viel dann aber zurück an die Krone und wurde 1731 durch Anna von Russland an den Oberst Ebert Gustav Boye übertragen. Er tausche es 1739 gegen weitere Güter mit Carl Gustav von Mengden. Dessen letzter Sohn Carl Ludwig von Mengden verkaufte den Meyershof 1764 an Reinhold Johann Baron von Igelström († 1799), der es 1764 an seinen Verwandten Otto Heinrich Graf von Igelström verkaufte. Dieser überließ es im Oktober 1808 für 250 000 Rubel seiner Ehefrau, einer geborenen Gräfin Stempowska.

### Unnipicht
Das Gut Unipicht kam als Schenkung der Kaiserin Elisabeth von Russland 1759 an den Staatsrat Johann Daniel Schumacher, der es seinen Kindern und der Witwe vererbte. Seine Tochter verkaufte das Gut 1777 an Otto Heinrich Graf von Igelström, der auch im Besitz des Meierhofs war und die Güter vereinte.